# カレイジャス (空母)
カレイジャス (HMS Courageous, 50) は、イギリス海軍の艦船。
カレイジャス級巡洋戦艦 (Courageous-class battlecruiser) のネームシップ。
日本語ではカレージアス、カレイジアスなど複数の表記がある。カレイジャスとは、勇気ある、勇敢な、度胸のある、という意味。
姉妹艦にはグローリアス (HMS Glorious, 77) と、準同型艦フューリアス (HMS Furious, 47) がある。
バルト海上陸作戦のための「大型軽巡洋艦」（軽巡洋戦艦）として建造され、第一次世界大戦では第一巡洋艦戦隊に所属して第2次ヘルゴラント・バイト海戦に参加した。
ワシントン海軍軍縮条約締結後、多段式の航空母艦へ改造された。
グローリアス級航空母艦 (Glorious-class aircraft carrier) もしくはカレイジャス級航空母艦 (Courageous-class aircraft carrier) に分類されている。
第二次世界大戦開戦直後の1939年（昭和14年）9月17日、ブリテン諸島近海で対潜作戦に従事中、Uボートの魚雷攻撃により沈没した（大西洋の戦い）。

## 概要
カレイジャスは、15インチ（38cm）連装砲塔2基を備えた「大型軽巡洋艦」としてアームストロング社で建造された。
本級は、しばしば“ハッシュ・ハッシュ・クルーザー”と呼ばれる。
ハッシュ・ハッシュ・クルーザーの建造は、フィッシャー軍令部長の提唱、推進によるものだった。フィッシャー提督はバルト海上陸侵攻作戦 (Baltic Project) 支援のための特殊艦艇として、海峡部を一挙に突破するための高速力と、同方面での行動を考慮した浅吃水、哨戒や迎撃に出現するであろう敵巡洋艦を圧倒する火力を求めたものである。敵の巡洋艦を駆逐する「巡洋艦駆逐艦 Cruiser Destroyer」という新艦種であった。
設計を担当した海軍造船局長サー・ユースタス・テニスン・ダインコートによれば、バルト海侵攻作戦と同時に、敵海軍の通商破壊艦に対処するため、海外派遣や遠洋での行動も考慮していた。すなわち本級の実体はレナウン級巡洋戦艦とアドミラル級巡洋戦艦（フッド）の中間に位置する軽巡洋戦艦である。同時に、その船体の大きさの割に軽量化を優先させた本級には、後述する船体構造上のしわ寄せも生じた。
また1930年代後半になると、魚雷に対するダメージコントロール能力に疑問符がもたれていた。

## 設計
搭載機変遷
1939年 9月 計24機 811Sqn（ソードフィッシュ×12）＋822Sqn（ソードフィッシュ×12）

## 艦歴

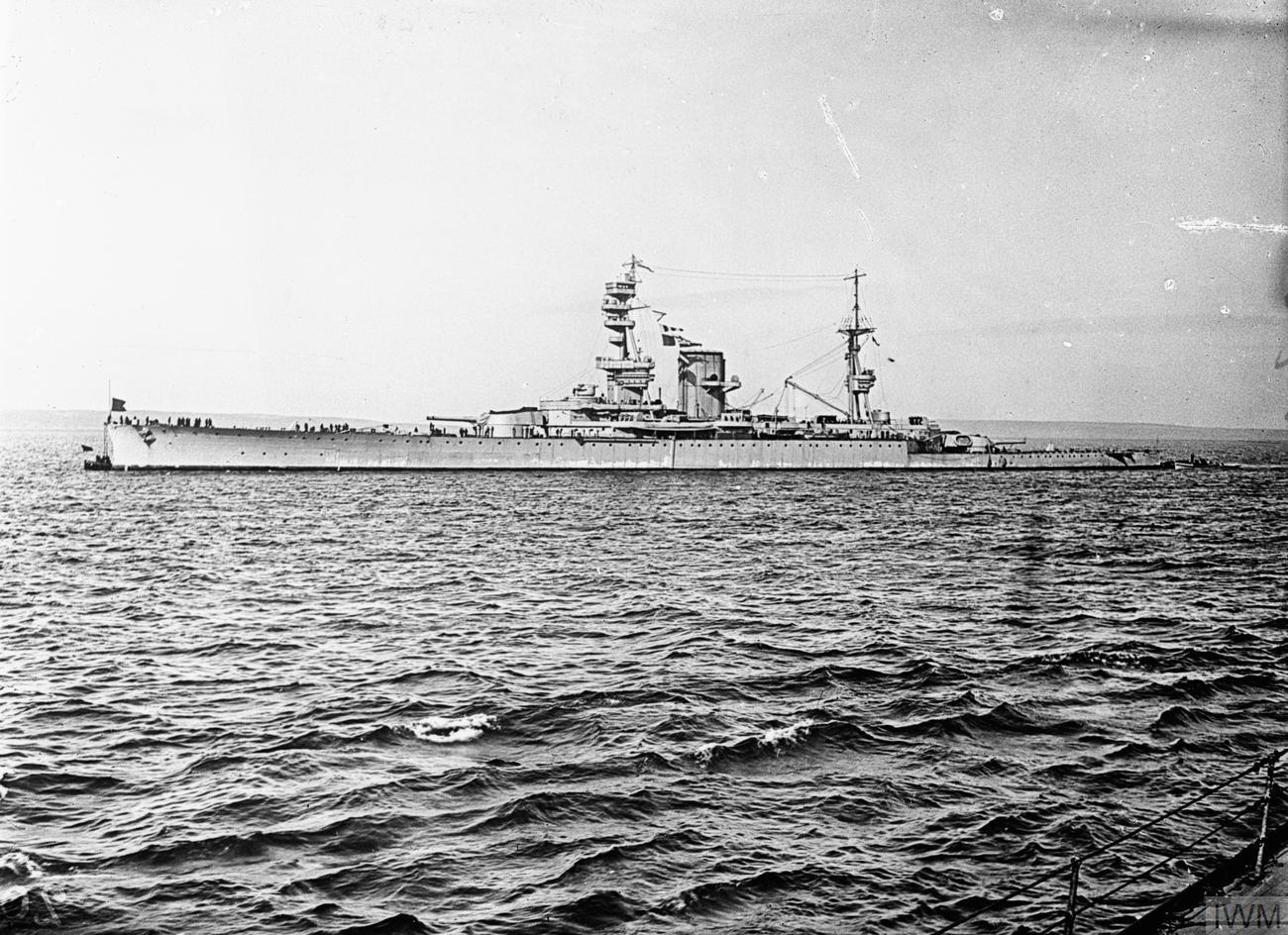
1916年、「大型軽巡洋艦」として完成した当時のカレイジャス

カレイジャス級巡洋戦艦は1915年（大正4年）1月下旬に設計に着手、「カレイジャス」は同年3月28日に起工した。1916年（大正5年）2月5日、進水。同年10月28日に引き渡され、11月14日に公試がはじまった。
艦隊配属前の1917年（大正6年）1月8日に全力公試を行った際、船首楼部分に破損を生じて燃料タンクが裂け、燃料130トンを流出する事故を起こしている。そのため、早々に船体強化工事を実施する羽目となった。また、上述の「バルト海上陸作戦」はフィッシャー卿の辞任に伴って立ち消えとなったため、本級がバルト海作戦に投入されることは無かった。
またカレイジャス級巡戦3隻には、それぞれ異なった特殊装置が設けられた。「カレイジャス」の後甲板には機雷投下軌条が設けられて、当時の最新型HII機雷202個が敷設可能な機雷敷設艦となった。この機雷敷設装置は姉妹艦には装備されず、本艦にのみ設置された。しかし、この設備が用いられた記録はなく、同年11月には早くも撤去された。
なお本級計画時の魚雷兵装は水中魚雷発射管2門のみだったが、甲板に水上魚雷発射管を増設する改装を実施した。雷撃能力向上後は、水雷巡洋艦 (Torpedo Cruiser) と呼ばれたこともあったという。イギリス海軍は、巡洋戦艦としても軽巡洋艦としても中途半端な本級を有効利用するため、味方の巡洋艦や水雷戦隊を掩護する役目を与えた。
修理と改造工事を終えた「カレイジャス」は、T.ネイピア海軍少将の坐乗する第一巡洋艦戦隊 (1st Cruiser Squadron) 旗艦となった。
続く同年11月17日には、「グローリアス」や巡洋戦艦「レパルス」などと共に、第2次ヘルゴラント・バイト海戦に参加した。
この海戦では、ドイツ帝国海軍 (Kaiserliche Marine) の小型巡洋艦「ピラウ」に対して姉妹艦とともに1発の主砲共同命中を果たしたが、自身の主砲発射の衝撃によって前甲板に破損を生じている。
第一次大戦後は、海軍砲術学校付練習艦を経て、予備艦隊旗艦の任に就いている。
ワシントン会議により列強各国はワシントン海軍軍縮条約を締結、この中に戦艦や巡洋戦艦を航空母艦に改造する条項が盛り込まれた。イギリスは巡洋戦艦「フッド」の建造中姉妹艦2隻を空母に改造する権利を得たが、既に「フューリアス」を保有している関係上、準同型艦の本艦と「グローリアス」を空母に改造した。
「カレイジャス」は1924年から1928年にかけて航空母艦へ改造された。
その結果、カレイジャス級3隻は、戦間期において英国海軍の標準型空母へと変貌を遂げている。また、英海軍は長らく着艦オペレーションの制御に苦心してきたが、1931年には従来の縦索式を廃して「カレイジャス」に横索式着艦制動装置を導入した。この装置は漸次的に保有空母に導入され、英海軍における着艦制動の問題は無事に解決を見た。さらに、続く近代改装では飛行甲板の小延長、艦橋構造物上のマストを三脚檣ヘ更新するとともにホーミング・ビーコンを設けている。

### 第二次世界大戦

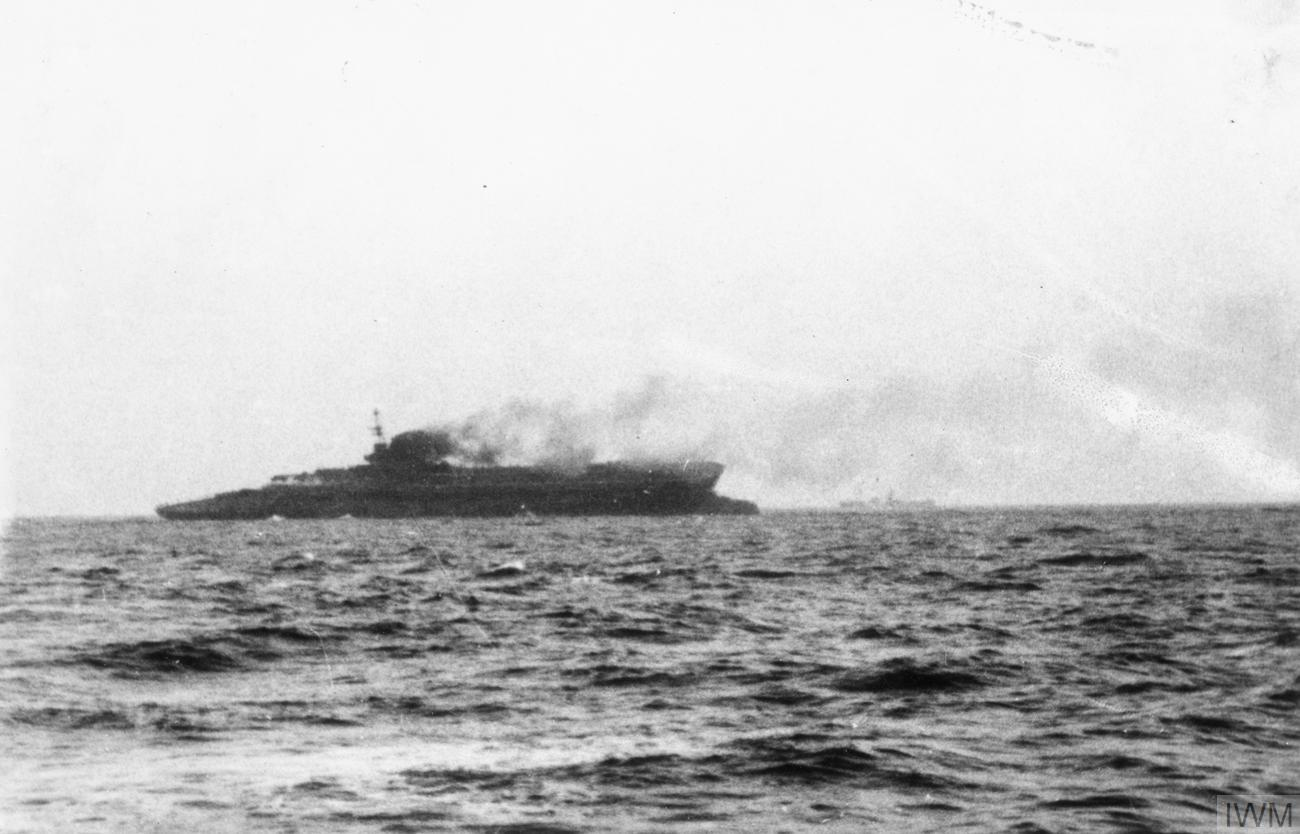
沈みつつあるカレイジャス

1938年（昭和13年）11月中旬、新世代のイギリス空母「アーク・ロイヤル」」が竣工した。航空戦隊旗艦をアーク・ロイヤルに譲り、また着艦訓練用の練習空母としての役目も「フューリアス」に任せて、予備艦になった。
1939年（昭和14年）8月、戦艦「ネルソン」艦長を務めていたメーケイグ・ジョーンズ大佐が、カレイジャス艦長として赴任してきた。
当時、ホルトン提督指揮下の予備艦隊 (Reserve Fleet) はウェイマスに集結しており、カレイジャスも水上機母艦やリヴェンジ級戦艦などと共に停泊していた。
8月9日、スコットランド滞在中のイギリス国王（大英帝国皇帝）ジョージ6世がポートランド港を訪れ、「カレイジャス」など各艦を親閲した。
9月初旬、第二次世界大戦がはじまる。世界大戦初期、ヨーロッパ大陸の西部戦線は平穏だったことから人々は“まやかし戦争”と呼んでいたが、海上では熾烈な戦闘がはじまっていた。開戦時の本艦はプリマス軍港に停泊しており、本国艦隊 (The Home Fleet) に所属、ソードフィッシュを装備する第811飛行隊と第822飛行隊を搭載していた。
ドイツ海軍 (Kriegsmarine) のUボートの捜索および撃沈のために、連合軍は艦隊型航空母艦を中心としたハンター・キラー・グループを編成する（大西洋の戦い）。
同年9月3日、「カレイジャス」はUボート狩りのためプリマスを出撃した。護衛は駆逐艦「イングルフィールド」、「イントレピッド」、「アイヴァンホー」、「インパルシヴ」であった。「カレイジャス」では乗組員達が「アスディックがあればUボートは恐れるに足らず、空母の護衛には駆逐艦2隻で充分だ。」と安心していたという。9月10日、哨戒飛行中のソードフィッシュ1機が未帰還となる。
ドーヴァー海峡では、オランダからリヴァプールにむかっていた日本郵船の「りすぼん丸」とすれ違っている。
9月17日、「カレイジャス」はアイルランド沖のウェスタンアプローチで対潜哨戒任務に就いていた。18時過ぎ、「カレイジャス」はドイツ潜水艦「U29」に発見された。この時、護衛の駆逐艦4隻の内「イングルフィールド」と「イントレピッド」は貨物船「カフィリスタン (Kafiristan)」がドイツ潜水艦「U53」に攻撃されたためそちらへ派遣されていた。また、「カレイジャス」のソードフィッシュが「U35」を攻撃している。
「カレイジャス」は搭載機を発艦させるため風に向かって向きを変えたことで、「U29」に接近して射点を提供することになった。19時50分に「U29」は魚雷3本を発射し、2発の命中音を聴取。航走時間2分15秒で距離2160メートルとなっている。左舷に2発被雷した「カレイジャス」は20度傾斜し、また主発電機の一つが破壊され艦内はほぼ真っ暗となった。10分後には傾斜は45度に達し、艦長メーケイグ＝ジョーンズ (Makeig-Jones) 大佐は乗員が艦を離れることをしぶしぶ認めた。傾斜は約10分後に35度ほどになったとも。「カレイジャス」は被雷から約20分後に沈没したと推定されるとも、15分で沈没したとも、攻撃後19分で沈没したともされる。
1260名中519名または1216名中、艦長を含め518名が死亡した。また本艦沈没時に811飛行隊と822飛行隊の兵士も多数が戦死し、後日、両者を統合して815飛行隊が編成された。
「カレイジャス」の被雷後、右側にいた「インパルシヴ」は救助活動を開始した。また、オランダ客船「フェーンダム (Veendamn)」とイギリス貨物船「コリンワース (Collingworth)」（および汽船「Dido」）が生存者を救助した。護衛の駆逐艦2隻は爆雷を使い尽くすまで4時間に渡って「U29」への攻撃を行ったが、「U29」を取り逃がした。
これより3日前の9月14日、イギリス空母「アーク・ロイヤル」がU-39に攻撃され、その直後に「カレイジャス」が撃沈された。
イギリス海軍は、艦隊型航空母艦を対潜哨戒任務に投入することを中止した。
「カレイジャス」は、第二次世界大戦において敵艦との交戦により最初に失われたイギリス軍艦である。
本艦の沈没は、世界各国で報道された。10月14日のU47による戦艦「ロイヤル・オーク」沈没とあわせ、Uボートの威力を世界に示すことになった。